# Usama ibn Munqidh
Majd al-Dīn Usāma ibn Murshid ibn ʿAlī ibn Munqidh al-Kināni (in arabo أسامة بن منقذ بن علي‎?; 4 luglio 1095 – 17 novembre 1188) è stato uno storico, letterato e politico arabo musulmano, della dinastia Banu Munqidh degli emiri di Shayzar, vissuto nel nord dell'attuale Siria.
La sua vita coincise con il sorgere di numerose dinastie musulmane, con l'espansione dei turchi selgiuchidi e con la nascita degli stati crociati conseguente alla Prima crociata.

## Biografia
Usama ibn Munqidh venne bandito dalla natia Shayzar nel 1131. Passò così una vita da esule, servendo sotto diversi signori delle potenti dinastie dei Buridi, degli Zengidi e degli Ayyubidi: Zengi, Norandino, Saladino. Usama servì anche i Fatimidi al Cairo e gli Artuqidi di Hisn Kayfa.
Spregiudicato politico, servì spesso come mediatore tra i molti signori che aveva servito e riuscì a farsi espellere dal Cairo quanto da Damasco. Morì in circostanze ancora misteriose durante il trionfo di Saladino.
È autore di una celebre cronaca autobiografica, "Il libro della riflessione" (Kitāb al-I῾tibār), che fornisce un quadro della Siria del XII secolo, nonché dei rapporti tra occidente latino e mondo musulmano (in particolare il ritratto che viene fatto degli invasori franchi) nel contesto dei conflitti di religione.

### Fonti
- ʿAlī ibn al-Athīr, al-Kāmil fī l-tārīkh, ed. C.J. Tornberg, Beirut, 1982.
- The Damascus Chronicle of the Crusades. Extracted and Translated from the Chronicle of Ibn al-Qalanisi, ed. H.A.R. Gibb, 1932 (nuova ed. Dover, 2002).
- An Arab-Syrian Gentleman and Warrior in the Period of the Crusades; Memoirs of Usamah ibn-Munqidh (Kitab al iʿtibar), ed. P.K. Hitti, New York, 1929.

### Studi
- The Book of Contemplation: Islam and the Crusades, ed. P.M. Cobb, Londra, 2008.
- Usamah ibn-Munqidh An Arab-Syrian Gentleman and warrior in the period of the Crusades: Memoirs of Usamah ibn-Munqidh (Kitab al-I'tibar), ed. P.K. Hitti, New York, 2000.
- Carole Hillenbrand, The Crusades: Islamic Perspectives, Edimburgo, 1999.
- Robert Irwin, Usamah ibn Munqidh: an Arab-Syrian Gentleman at the time of the crusades reconsidered, in The Crusades and Their Sources, ed. J. France, W Zajac, 1998, pp. 71–87.
- F. Gabrieli [a cura di], Storici arabi delle crociate, Torino, 1987, ISBN 88-06-59856-2.
- P.M. Holt, The Age of the Crusades: The Near East from the Eleventh century to 1517, Londra, 1986.
- Mirella Cassarino, Le lezioni della vita. Un principe siriano e le Crociate, Milano, Ariele, 2001.